# 1788 Kiess
1788 Kiess eller 1952 OZ är en asteroid i huvudbältet, som upptäcktes 25 juli 1952 av Indiana Asteroid Program vid Indiana University Bloomington med Goethe Link Observatory. Asteroiden har fått sitt namn efter den amerikanska astronomen Carl C. Kiess.
Asteroiden har en diameter på ungefär 20 kilometer och den tillhör asteroidgruppen Themis.